# Silali Toruan
Silali Toruan is een bestuurslaag in het regentschap Tapanuli Utara van de provincie Noord-Sumatra, Indonesië. Silali Toruan telt 707 inwoners (volkstelling 2010).